# Tim Hortons
Tim Hortons Inc. é um restaurante canadense do tipo fast food conhecido por seus cafés e doughnuts. Foi fundado em 17 de maio de 1964 em Hamilton, Ontário pelo jogador de hóquei canadense Tim Horton. Em 1967, Horton se associou com o acionista Ron Joyce, que tomou rapidamente o controle das operações e expandiu a rede. Em 2014 foi adquirido pelo brasileiro Jorge Paulo Lemann. 
As concessões de Tim Hortons se espalharam rapidamente e alcançaram a rede McDonald's no Canadá, até então o maior operador do setor de alimentos no país. A companhia abriu duas vezes mais franquias canadenses do que a rede McDonald's, e as vendas ultrapassaram as do McDonald's em 2002. A rede abocanhou 22.6% de todos os rendimentos da indústria do fast food no Canadá em 2005. A rede Tim Hortons comanda 76% do mercado canadense para os bens cozidos (baseados no número de clientes servidos) e 62% do mercado canadense do café (comparado à rede Starbucks, que em segundo lugar possui apenas 7%). Em julho de 2007, Tim Hortons tinha 2.733 restaurantes no Canadá. A rede possui também uma presença internacional, incluindo 500 restaurantes nos Estados Unidos e um restaurante em Candaar, Afeganistão. Tim Hortons planeja outras expansões internacionais, que incluem um ponto no Jardim Zoológico de Dublin, e também através de um negócio com a rede de lojas Spar, do Reino Unido e Irlanda, que vendem o café de Tim Hortons e os doughnuts nas suas 16 lojas.
Em agosto de 2014 o Burger King adquiriu a Tim Hortons por 11,4 bilhões de dólares, com a fusão das duas empresa a sede do novo grupo passará a ser no Canadá e não nos Estados Unidos devido as taxas de impostos canadenses serem menores.

## Crescimento da rede

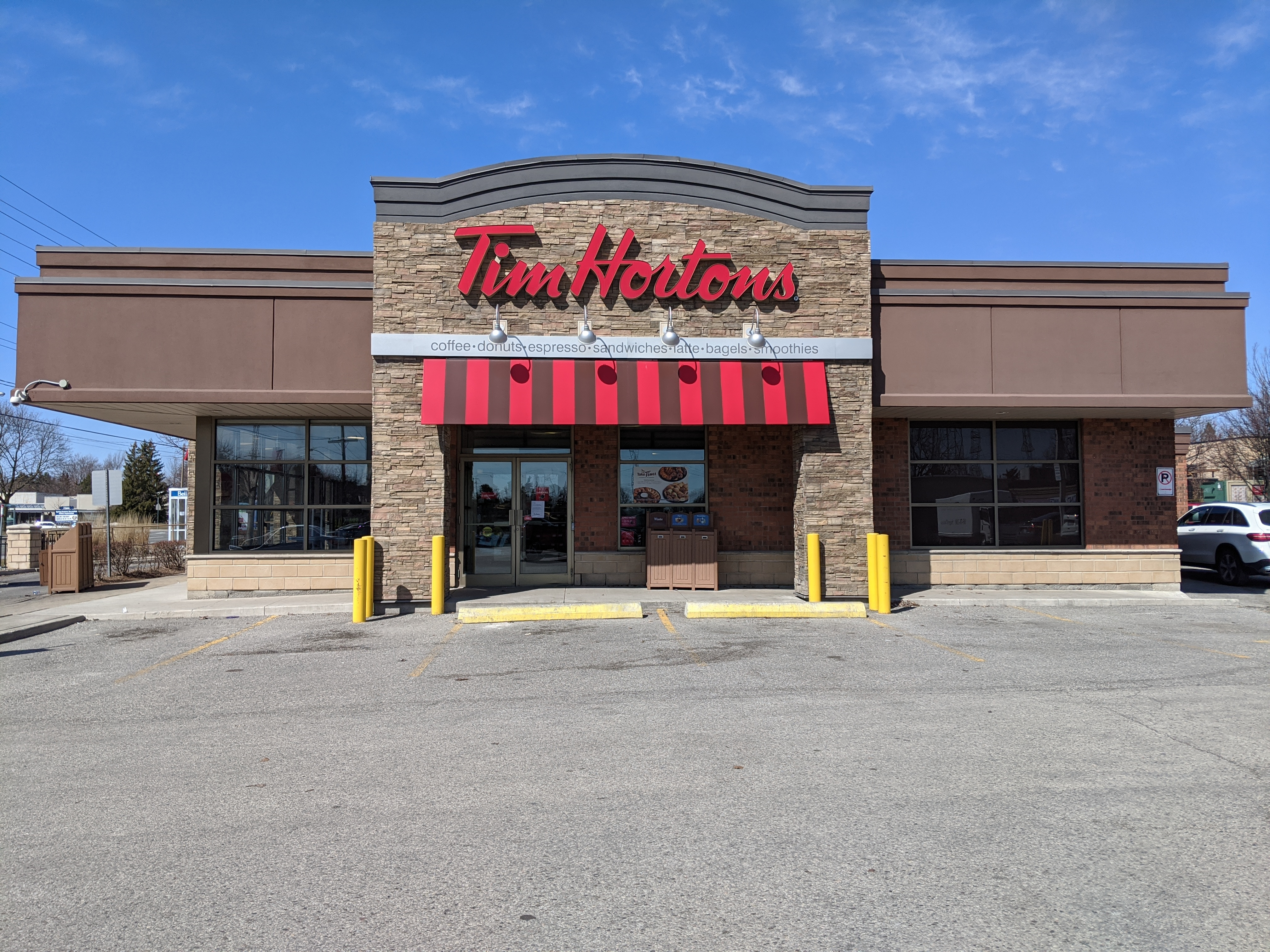
Restaurante da Tim Hortons em Toronto, no Canadá.

- Loja n°1 - Hamilton, Ontário - Maio de 1964
- Loja n°100 - Thunder Bay, Ontário - Dezembro de 1978
- Loja n°200 - Hamilton, Ontário - Dezembro de 1984
- Loja n°300 - Calgary, Alberta - Fevereiro de 1987
- Loja n°400 - Halifax, Nova Scotia - Fevereiro de 1989
- Loja n°500 - Aylmer, Québec - Janeiro de 1991
- Loja n°700 - Moncton, New Brunswick - Outubro de 1993
- Loja n°1000 - Ancaster, Ontário - Agosto de 1995
- Loja n°1500 - Pickerington, Ohio - Março de 1997
- Loja 100° nos EUA – Columbus, Ohio - 31 de julho de 1998
- Loja n°2000 - Toronto, Ontário - Dezembro de 2000
- Loja n°2500 - Cayuga, Ontário - Setembro de 2003
- Loja n°3000 - Orchard Park, New York - Dezembro de 2006